# Синан Сакич
Синан Сакич (на сръбски: Синан Сакић или Sinan Sakić) е югославски и сръбски народен певец.
Сакич за първи път достига огромна популярност като член на музикалната група Южен вятър.

## Биография
Роден е на 13 октомври 1956 г. в Лозница, Югославия в бедно семейство. Като дете той проявява интерес към музиката и е лишен от желанието да свири на пиано, защото баща му смята, че няма да има полза от това. По професия е електрозаварчик, а също така работи като сервитьор.
Синан започва музикалната си кариера като барабанист, когато на 13-годишна възраст започва да изпълнява като член на фолклорна група, а по-късно заедно с басиста Братислав Брацо Динкич. Въпреки че вече има голяма кариера като певец, той е барабанист до 1984 г.
През 1981 г. по препоръка на музикалния композитор и аранжор Ян Носал и хора от звукозаписната компания Diskos, Синан се запознава с основателя на Южен вятър и става техен член. Първия му албум Још увек те чекам, се издава през 1982 г. с Южен вятър. До 1991 г. издава десет албума.
По време на кариерата си той спечели 23 оскара за популярност, 10 награди Melko, осем диамантени плочи, пет платинени плочи, голям брой златни плочи и много други награди. Приживе той издава 26 албума и 12 компилации, провежда голям брой концерти и си сътрудничи с голям брой известни музиканти. Той помага материално на домове за пренебрегвани деца в Сърбия и провежда значителен брой хуманитарни концерти.

#### Смърт
Сакич е приет в болница на 27 април 2018 г., където е установено, че се нуждае от чернодробна трансплантация. Умира на 1 юни 2018 г. в Белград. Погребан е три дни след смъртта му, на мюсюлманското гробище в Лозница.

## Личен живот
На осемнадесет години той служи в армията в Пула. Жени се два пъти. От първия си брак има две деца - Рашид и Меда, от втория също две - Джулкица и Ален.

## Дискография
Издава следните албуми:
| - Još uvek te čekam (1982) - Što me pitaš kako živim (1983) - Reci sve želje (1984) - Pogledaj me (1984) - Novi hitovi (1986) - Svi grešimo (1987) - Čaša po čaša (1988) - Reci čašo (1989) - Kad se vrate skitnice (1990) - Na Balkanu (1991) - Ljubila me žena ta/U mraku (1992) - Korak od sna (1993) - U meni potraži spas (1994) | - Nismo iz istog sveta (1995) - Sinan Sakić (1995) - Uživo (?) - Zoko, moja Zoko (1996) - Dodirni me (1997) - Drž' se Mile, još si živ (1998) - Ne, ne daj da te ljubi (2000) - Sinan Sakić (2001) - Na eks (2002) - Emotivac (2005) - To je život moj (2009) - Šalu na stranu (2011) - Jedina (2014) |